# Kolej leśna Kemence

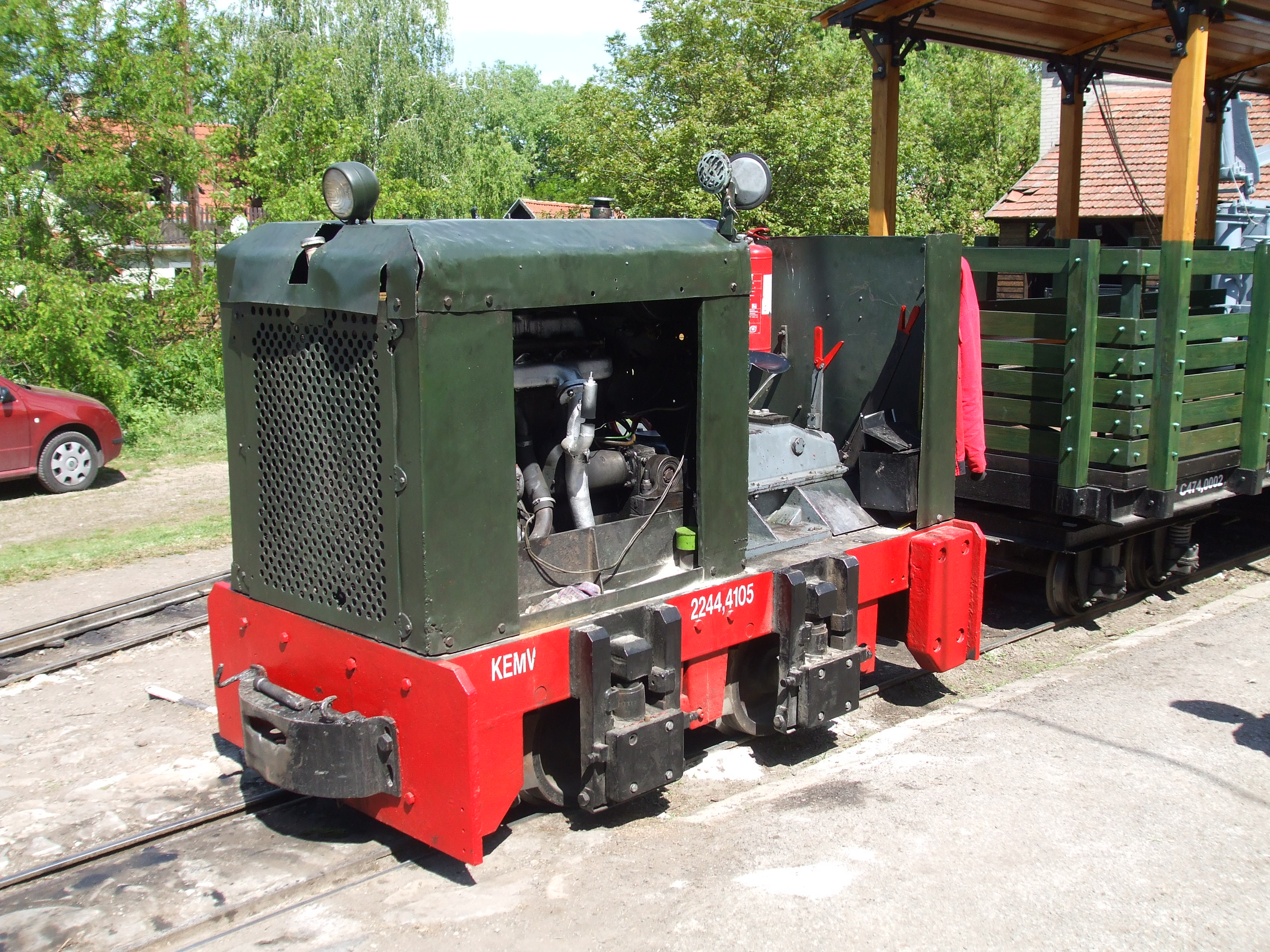
Lokomotywa spalinowa typu MD-40 na stacji w Kemence

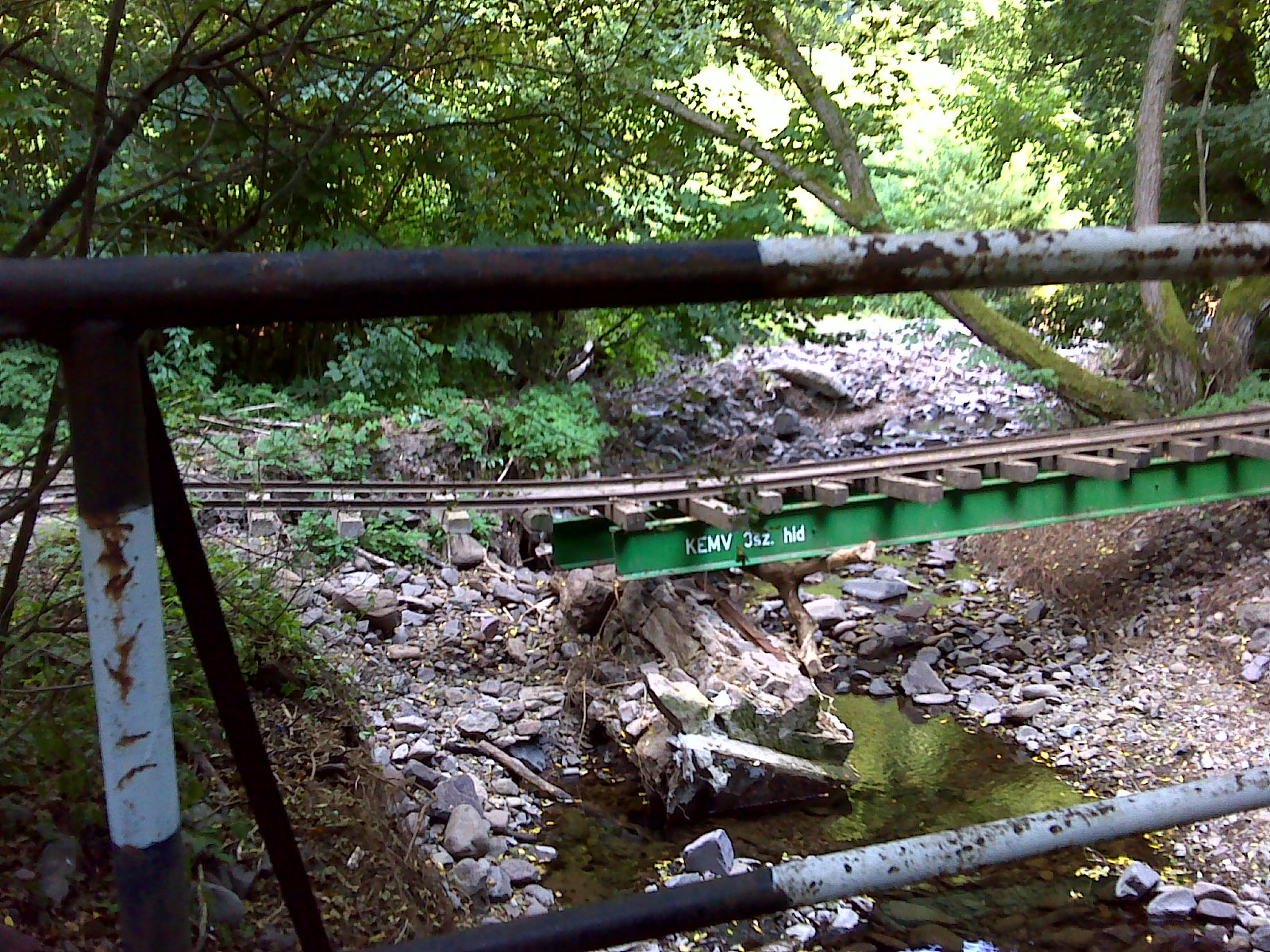
Zniszczone torowisko po powodzi z 2010

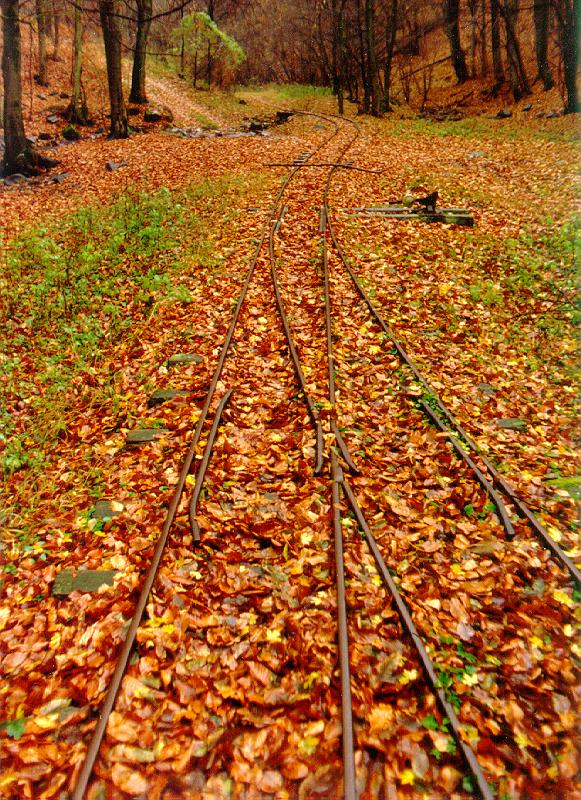
Jesień na szlaku (stacja Hajagos)

Kolej leśna Kemence (węg. Kemencei Erdei Múzeumvasút) – sieć leśnych kolei wąskotorowych o rozstawie szyn 600 mm znajdująca się w północnej części Węgier (w górach Börzsöny), na północ od Budapesztu. Z sieci, która dawniej miała ponad pięćdziesiąt kilometrów, zachowało się do dziś osiem kilometrów (odcinek Kemence - Feketevölgy) jako linia muzealna.

## Historia

### Powstanie i rozwój (1910-1933)
Sieć powstała na potrzeby lokalnego przemysłu drzewnego, do pozyskiwania drewna z lasów w dolinie Ipoly. W 1910 Wolfner-Schanczer i jego synowie rozpoczęli budowę linii od leśnictwa w południowej części wsi Kemence. Torowiska ułożono na 11-kilometrowej trasie Kemence-Wirterház-Királyháza-Királykút. W 1911 kontynuowano prace na dwukilometrowej linii Királyháza-Rakottyás. Następnie zbudowano jednokilometrowy odcinek Tűzkövesi-Rakodó-Bangolák, a jeszcze później trzykilometrowe odgałęzienia prowadzące do miejsca pozyskiwania drewna Rakottyás i Szénhely. W 1913 rozpoczęła się budowa istniejącej do dziś linii do Karnavölgy. Odcinek ten otrzymał własną nazwę Csarnavölgyi Vasút. Pociągi kursowały na linii Kemence-Wirterház-Hamuház-Halyagos o długości 9,4 km. W 1916 ukończono m.in. dwukilometrowy odcinek do Rákospatak. W 1919 dobudowano kilka krótkich odgałęzień, a w 1920 linię odnowiono, położono grubsze podkłady, a także wzmocniono mosty i przepusty. W 1926 przedsiębiorstwo drzewne Benő Márer zbudowało linię o długości 3,2 km z Dosny. W 1927 przetwórcy drewna i kory Váci i Cserkark zbudowali linię wzdłuż strumienia Pagan o długości 2,1 km. 31 sierpnia 1927 ukończono budowę linii bocznej do Bacsina o długości 3,3 km. 10 października 1929 podpisano umowę z Lajosem Dobó na budowę tymczasowej, trzykilometrowej linii w dolinie potoku Csörcsöle. Od 1928 przedsiębiorstwo Schmiedl kontynuowało budowę: najpierw do Hangyás-Soványgödör (0,7 km), następnie w 1929 do Drinópataki (1,7 km), a wreszcie w 1933 przedłużenia linii Kurucpatak o długości 1,8 km.
Największy most na sieci miał konstrukcję drewnianą i długość 21 metrów, przy wysokości ośmiu metrów. Znajdował się na przecięciu z potokiem Oltár. Pozostałe mosty (głównie o długości 3-5 metrów) zostały zbudowane z kamienia z zaprawą cementową lub na sucho. Konstrukcją nośną przęseł było zwykle drewno, ale zastosowano również belki żelazne.
Tabor składał się z dwuosiowych, 2-tonowych oraz czteroosiowych, 4-tonowych wagonów z metalową ramą. Wagony z metalową ramą były używane od 1924. 
Na linii nigdy nie prowadzono oficjalnego ruchu publicznego, ale ze względu na lokalne potrzeby w niektórych wagonach dwuosiowych były montowane ławki na 6-8 osób. Hamulce były obsługiwane przez podróżujących. Znacząca poprawa wygody w ruchu pasażerskim nastąpiło po zakupieniu czteroosiowego, otwartego wagonu motorowego marki Orenstein & Koppel w Pestlőrinc. Dla pracowników wybudowano mieszkania i warsztaty w Kemence i Királyháza, a na końcu linii w Csarnavölgy istniała stajnia. Od 1929 funkcjonowała linia telefoniczna.

### Schyłek (do lat 90. XX w.)
Po II wojnie światowej lasy zostały przejęte przez państwo, które początkowo rozwijało koleje leśne. W 1947 po raz pierwszy wprowadzono lokomotywę spalinową. Linie były modernizowane – zastępowano stare szyny cięższymi, o wadze 7 i 9 kg/m. Na głównych liniach podkłady drewniane zastąpiono żelbetowymi. W 1955 przywieziono z Almamellék lokomotywę Hofher R-35.
W latach 70. XX wieku przybył na sieć kryty wagon motorowy wyprodukowanych przez FVV z Budapesztu. Stworzyło to możliwość regularnego ruchu pasażerskiego, którego jednak nie uruchomiono, ponieważ nie spodziewano się regularnych podróży służbowych, a usługi turystyczne dla okazjonalnie pojawiających się turystów nie były wówczas uważane za dochodowe. Pociągi specjalne (turystyczne) uruchamiano tylko na zamówienie. W tych latach transport drewna był stopniowo przejmowany przez transport samochodowy, a kolejne odcinki kolei były likwidowane. Przewozy kolejowe stawały się coraz bardziej okazjonalne. Na początku lat osiemdziesiątych i tak mocno okaleczona sieć została wyłączona z przewozów, choć istniały wówczas dwie linie boczne, do Csarnavölgy, Drinó i Kuruc. Do końca lat 80. XX wieku działała tylko jedna lokomotywa. Leśnictwo nie planowało jednak już wykorzystywać kolei, także w ruchu turystycznym. Czteroosiowy wagon motorowy z Királyrét został sprzedany miłośnikom kolei do Austrii.
Wiosną 1993 zaniedbany od lat tor był już w bardzo złym stanie technicznym. W kwietniu 1995 nagłe opady spieniły wodę strumienia Csarna i zniosły kilka mostów, zburzyły też mury oporowe i spowodowały niebezpieczne podmycia w wielu punktach. Linia poniosła wówczas katastrofalne straty. Latem 1999 nastąpiła kolejna powódź, jeszcze bardziej tragiczna w skutkach. Na linii pozostały dwa stojące mosty, ale były one bezużyteczne. W niektórych miejscach tor wisiał w powietrzu kilka metrów nad ziemią, podczas gdy w innych był pokryty gruzem na wysokość jednego lub dwóch metrów. 

### Rewitalizacja i ponowny rozwój (od 2000)
W tym czasie jednak zmieniło się podejście do gospodarki leśnej i turystyki. Rozpoczęły się negocjacje między Stowarzyszeniem Przyjaciół Małych Kolei a Ipoly Erdő Rt., mające na celu rewitalizację linii. W 2000 stowarzyszenie wynajęło tory kolejowe za symboliczną kwotę, aby stworzyć muzeum leśnictwa i lokalnej kolei. Wiosną 2000 przywrócono do ruchu pierwszy odcinek linii o długości 1850 m. 29 lipca 2000 uroczyście otwarto ruch turystyczny na odcinku Kemence-Strand-Godóvár. Na linii ustanowiono dwa przystanki na żądanie: Csarnapuszta i Kőrózsa mh. Początkowo kolekcja pojazdów szynowych składała się z dwóch lokomotyw serii MD-40 (P-2, P-5) i czterech wagonów motorowych, jak również taboru przeznaczonego do remontu. W listopadzie 2000 otrzymano trzy nowe lokomotywy MD-40 z Nádasdladány, a w marcu 2001 dwie lokomotywy BM-50 z zamkniętej kopalni węgla kamiennego Feketevölgyi Szénbányá.
W 2001 kontynuowano remont linii. W 2003 przebudowano stację, która kiedyś nosiła nazwę Strand-Godóvár (później Godóvár). W 2006 przebudowywano mosty i remontowano dalszą część szlaku. Doszło wkrótce do uruchomienia pierwszej lokomotywy akumulatorowej węgierskich kolei leśnych. W 2007 tabor wzbogacił się o lokomotywy PN-3 i MD-40 i akumulatorową kopalnianą El-9. 6 kwietnia 2008 przejazd pociągiem odbył prezydent Węgier László Sólyom. 14 marca 2009 uruchomiono odcinek Pityúr-rétje - Feketevölgy. W 2010 niektóre odcinki zostały uszkodzone przez kolejne powodzie, m.in. zniszczyły one most, który przetrwał powódź z 1999. W 2013 odbyły się obchody stulecia głównej linii Csarnavölgy.